# Mon Chéri
Mon Chéri son pequeños bombones de la empresa chocolatera italiana Ferrero. Estos bombones están rellenos de licor de cerezas y de una guinda cada uno.
Cada pieza está empaquetada con una envoltura rosa. 
Mon Chéri viene del francés y significa "Mi Querido".
Para rellenar los Mon Chéri, Ferrero compra cada año cerezas cultivadas cerca de Fundão, en la subregión agrícola de Cova da Beira (en el centro de Portugal).

## Consumo
Ferrero sólo comercializa sus bombones Ferrero Rocher y Mon Chéri desde septiembre a mayo (hemisferio norte), para evitar que el chocolate se derrita. 
- Datos: Q1588515
- Multimedia: Mon Chéri / Q1588515